# به‌دنبال سرگروه (بازی)

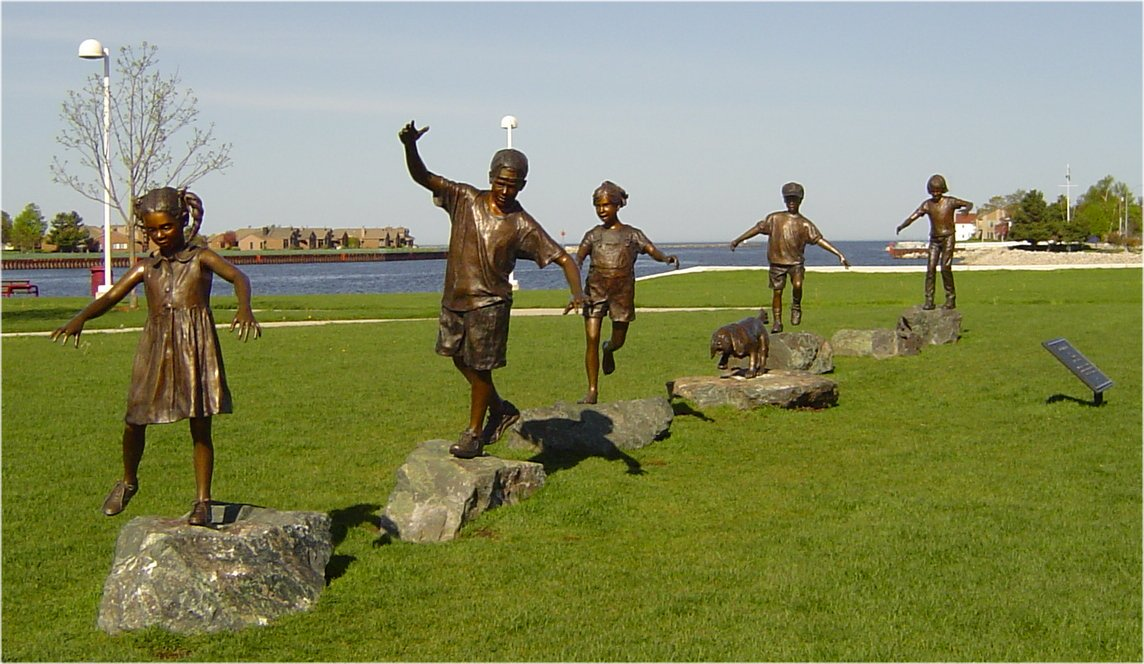
مجسمه‌ای به نام «به‌دنبال سرگروه» در بندر لودینگتون (MI) در سال ۲۰۰۴.

به‌دنبال سرگروه یک بازی کودکانه است. ابتدا یک رهبر یا سرگروه انتخاب می‌شود، سپس بچه‌ها همه پشت سر سرگروه صف می‌کشند. سرگروه سپس حرکت می‌کند و همه بچه‌ها باید اقدامات رهبر را تقلید کنند. هر بازیکنی که نتواند آنچه را رهبر انجام می‌دهد دنبال کند یا انجام دهد، از بازی خارج می‌شود. وقتی فقط یک نفر غیر از سرگروه باقی بماند، آن بازیکن سرگروه می‌شود و بازی دوباره با پیوستن همه بازیکنان آغاز می‌شود.